# Спарганоз
Спаргано́з (англ. Sparganosis, також англ. Spirometrosis, Sparganum infection, Larval diphyllobothriasis) — зоонозний біогельмінтоз, який характеризується ураженням внутрішніх органів, підшкірної клітковини, кон'юнктиви очей та інших органів і тканин людини. Інвазія циркулює переважно серед тварин.

## Історичні відомості
У 1882 році шотландський лікар і паразитолог Патрік Менсон виявив вперше спарганума у тварини в Китаї. У людини вперше спарганума знайшов Чарльз Ворделл Стайлз у 1908 році у Флориді.

## Актуальність
Інвазія поширена в Білорусі, Росії, США, Південній Америці, Карибських островах, Східній Африці, Японії, Китаї, країнах традиційного туризму Південно-Східної Азії, в тому числі й у людей. В Україні подекуди зареєстрована у диких тварин.

## Етіологія
Збудником спарганозу є личинкова стадія (спарганум) лентеців роду Spirometra: S. erinaceieuropaei (синонім — S. mansoni, S. erinacei) і Spirometra mansonoides; роду Sparganum: Spar. mansoni (та синоніми — Diphyllobothrium mansoni, Ligula mansoni) і Spar. proliferum, які належать до гельмінтів класу цестод, типу Platyhelminthes. Є також свідчення про те, що ще 11 видів роду Sparganum можуть спричинити захворювання у людей.

### Життєвий цикл
Статевозрілі цестоди паразитують в тонкій кишці домашніх і диких м'ясоїдних родин псових та котячих.
- 1-ша личинкова стадія розвивається в планктонних рачках роду Cyclops, які проковтують вільно рухливі війчасті ембріони цих гельмінтів — корацидії. В організмі циклопів корацидії перетворюються на процеркоїди (1-шу личинку).
- 2-га — в організмі амфібій, рептилій, ссавців, деяких видів птахів, а також людини. Риби не заражаються. Після заковтування процеркоїдів в організмі проміжних хазяїв відбувається їхнє перетворення на плероцеркоїдів або спарганумів, які і є 2-ю личинковою стадією. Спаргануми у проміжних хазяїв, включаючи людину, варіюють від 4 до 10 см завдовжки.
- Коли спарганум потрапляє у тонку кишку остаточного хазяїна, він прикріплюється до слизової оболонки, за 10-30 днів дозріває в дорослу цестоду, таким чином завершуючи життєвий цикл. Дорослі особини сягають завдовжки 25 см.

## Епідеміологічні особливості
Людина для спарганума є випадковим хазяїном і екологічним тупиком. Але є підозра, що у деяких регіонах Центральної Африки людина є проміжним хазяїном спарганумів. У цьому регіоні гієни є остаточними хазяями, і за цих обставин, цикл циркуляції гельмінта зберігається в результаті племінного звичаю дозволяти гієнам пожирати людські трупи.
Зараження людини відбувається за допомогою фекально-орального механізму при заковтуванні з водою циклопів, інвазованих процеркоїдами, а також при вживанні в їжу недостатньо термічно обробленого м'яса змій, жаб та інших додаткових і резервуарних хазяїв. Інший можливий механізм передачі інфекції — контактний, через пошкоджені шкіру і слизові оболонки, у тому числі через кон'юнктиву ока.

## Клінічні прояви
В основі клінічних проявів виникнення вузлів у різних органах (найчастіше під кон'юнктивою або в очниці), всередині яких знаходиться личинка. Такі вузли під кон'юнктивою спричинюють значний біль, набряк, надлишок сльози. Якщо вони знаходяться в періорбітальній тканини (навколо ока), то буде набряк та іноді екзофтальм, що може призвести до сліпоти. Іноді спаргануми можуть мешкати у черевній порожнини і плеврі. При перфорації кишечника може статися перитоніт. У деяких випадках описані утворення численних спарганумів, що нагадує метастази ракової пухлини. При локалізації процесу у мозку можуть відбуватися епілептиморфні напади, парези, гідроцефалія. При локалізації спаргануму під шкірою, у м'язах хворі відмічають часто міграцію вузлів на досить великі відстані. На місці локалізації вузлів можливі набряки, абсцеси, некрози. Іноді спаргануми локалізуються в мошонці і придатку яєчка. При локалізації спарганума у стінці сечового міхура розвивається цистит.

## Діагностика
Нині рекомендують за наявності у хворого сильного головного болю, судом, геміпарезу або інших ознак ураження ЦНС у діагностичний пошук включати і заходи, направлені на виявлення спарганозу. Частим проявом є еозинофілія (збільшення еозинофілів). Специфічна діагностика спарганозу ґрунтується на результатах КТ та МРТ, патоморфологічному дослідженні операційного матеріалу, використовують ІФА для виявлення антитіл проти гельмінта. Характеристика результатів МРТ свідчить про наявність широкої білої дегенерації мозкової і атрофії коркової речовини, змішаних сигналів ураження (низький в центральній і високий в периферійних ділянках) з нерегулярною підвищеною щільністю центрального вогнищ і наростання змін у подальших дослідженнях.

## Лікування
Проводять комбінуючи застосування протигельмінтного препарату празиквантелю та хірургічного втручання.

## Профілактика
Слід уникати у місцях, де відомо поширення спарганозу, вживання непевної води, м'яса тварин без термічної обробки. У Південно-Східній Азії, де надають величезне значення лікування очей мазями з жаб, слід уникати такого нетрадиційного лікування.

## Перебіг інвазії у тварин
Доросла цестода, яка мешкає в кишках остаточного хазяїна, як правило, не впливає на здоров'я тварини. У котів, однак, може привести до втрати ваги, дратівливості і виснаження, разом з аномально збільшеним апетитом. Зараження личинками може бути клінічно значимим, коли їхнє число велике, і особливо, коли вони вторгаються в життєво важливі органи. У проміжного хазяїна хвороба майже завжди перебігає безсимптомно, якщо число паразитів є відносно невеликим.